# ويليام توماس ماكغراث
ويليام توماس ماكغراث هو عسكري كندي، ولد في 1918، وتوفي في 30 سبتمبر 1999.